# Club de Fútbol Lobos de la Benemérita Universidad Autónoma de Puebla
CF Lobos de la BUAP foi um clube de futebol do México. Disputava a primeira divisão nacional.

## História
O clube foi fundado em 1967. Em 2004. Lobos ganha o acesso para a Segunda Divisão após o retiro do Trotamundos Salamanca, que originalmente iria disputar uma eliminatória de permanência contra o time poblano que perdeu a Final da Terceirona contra o Pachuca B.
Ficando como um time tradicional na Segunda Mexicana, e inclusive chegando a final do Clausura 2012, que perdeu para o León. Lobos finalmente ganha o acesso a Primeira Divisão após derrotar o Juárez na Final pelo Campeonato do Clausura 2017, é Dorados na Final pelo Acceso. A BUAP foi rebaixada apenas um ano depois, mas com o pagode uma multa de 120 milhões de pesos mexicano, conseguiu ficar na Liga MX.
Em junho 2019 a equipe foi adquirido é movido para a cidade de Juárez, e adotou o nome e as cores do Bravos FC que até então disputava o Ascenso MX. A segunda divisão do futebol mexicano.  O clube original de Juárez, a sua vez, foi adquirido pelos donos do Lobos para ter a chance de participar na Segunda em 2020.